# 創造 (小說)
《創造》是一部《衛斯理系列》中的小說，由香港科幻小說家倪匡所寫，系列編號34，跟《新年》一同出版。以人腦移植為主題，是一部鬼氣森然的故事。

## 故事大綱

### 一個累犯的消失
三年前纍犯王亭企圖行劫一老婦，跟蹤到一條無人的巷子，亮出小刀打算下手，不料老婦取出手槍脅逼王亭繼續向前行。到了巷口有一汽車，車中有一中年男子接應老婦。王亭被老婦擊昏，推入車廂中帶走，從此王亭消聲匿跡。

### 俱樂部中的怪談
三年後，衛斯理在俱樂部中向一班學者與專業人士講述此奇案，席中一對生物學家夫婦的表現十分奇怪，引起衛斯理注意，他們是潘仁聲博士和王慧博士。這對夫婦聽完王亭的奇案後就急急離開，令衛斯理產生懷疑。衛取車離開時無意聽到潘氏夫婦的對話，當中提及到一項不能公佈的研究，衛更加疑惑，跟蹤他們到達一古老大宅，潘仁聲按門鈴，屋內有一男人開門。衛看到開門的男人身影很熟悉，但想不起是誰。

### 大宅中的神秘人物
幾天後衛又到了那個俱樂部，得知潘氏夫婦已經幾天没來，王慧甚至請了假不去上課。衛向眾人打聽，得知潘氏夫婦獨住在大宅中，没有其他人。衛上門探訪潘氏夫婦，但潘仁聲的態度極不歡迎，衛在談話間旁敲側擊，結果被請走。第二天早晨衛起床後到陽台呼吸新鮮空氣，竟然見到有一隊全副武裝的警員在樓下戒備，傑克上校也在其中。他們見到衛現身，舉起卡賓槍對準衛。傑克叫衛出來，衛出去和傑克交涉，驚悉潘氏夫婦昨晚被殺，研究記錄全被燒毁，而屋中有衛的指紋，加上潘仁聲在日曆上寫了衛的名字，衛成為嫌疑人，被押返警局。

### 一個年輕罪犯
衛斯理在保釋後提出與警方一同調查此案，在衛提示下，警方在屋內發現大量王亭的指紋，衛推測王亭就是那天開門的人。衛找到王亭，王亭初時逃走並反抗，但捕捉王亭成功後，發現他的談吐十分鎮定而且斯文，絕不像是一個劫匪，反而像知識分子。王亭告訴衛，三年前擄走他的正是潘氏夫婦，他們認為犯罪者腦部有犯罪因子，想用活人研究，找出遏止犯罪因子的方法。一年前他們成功消除了王亭的犯罪傾向，創造了一個沒有犯罪觀念的人。半個月之前潘氏夫婦找來一個殺人犯，想在他身上做實驗。殺人犯問王亭，由於王亭沒有絲毫犯罪觀念，所以没有說謊，如實告訴殺人犯，將在他身上做實驗。殺人犯當晚就殺了潘氏夫婦。

### 供詞中的疑點
王亭講述完經過，被押回拘留所。衛斯理和傑克上校、妻子白素三人一起討論案情，衛和傑克相信王亭的說法，但白素提出一個驚人的猜想：殺潘氏夫婦的人正是王亭，王亭欺騙了他們。潘氏夫婦的研究並未成功，結果卻是使王亭由一個小罪犯變成更狡猾、更兇惡的大罪犯。衛和傑克不信白素，白素提出幾個疑點(包括王亭如果無犯罪傾向，應該阻止殺人或報警，不應該一走了之並躲藏；潘氏夫婦的研究記錄無故消失；王亭對衛斯理的尋找進行反抗等)，說服了二人。

### 翻供
傑克上校審問王亭，開始的時候王亭矢口否認，但無法解釋白素提出的疑點，最後承認潘氏夫婦是他殺的。招供時王亭說潘夫人的日記被他保留住，警方找到了那本日記，知道了整件事的本末。日記中潘夫人寫到，潘氏夫婦的腦電動記錄圖的記錄曲線相同，王亭和他們二人截然不同。他們認為，只要改造王亭的腦，使王亭的腦電圖記錄曲線和他們一樣，王亭就可以從罪犯變為高級知識份子，失去犯罪傾向。潘氏夫婦認為腦中的某一小部分組織是「犯罪腺」，切除後王亭的記錄曲線幾乎和他們二人完全一樣，王亭的言行有顯著改變，潘夫人認為他們成功了。

### 改造他人思想
衛和傑克十分不解，如果他們真是成功了，為何王亭的犯罪傾向不但没有消失，反而成為了一個更兇惡，更深謀遠慮的犯罪者？衛給白素看日記，希望從她處得到解答。白素認為潘氏夫婦自視過高，認為自己是高級知識分子，想改造王亭，使王亭的腦電圖記錄曲線和他們一樣，但他們没有留意到自己本身並不是「好人」，深謀遠慮、殘忍、不顧一切後果、野心極大。可以說，潘氏夫婦只是把王亭的思想變成與他們一樣，可謂自食其果。

### 假如我是真的
王亭在審訊中，竭力替他自己辯護，推卸責任，但仍然被判死刑。死刑被執行後的第二日，傑克向衛傳達王亭的訊息：他原本想繼續潘氏夫婦的研究，創造思想完全不同的人，但這種偉大的創造卻叫你破壞了。二人感嘆潘氏夫婦的遺毒如此之深，他們成功地創造了一個和自己同類的人。

## 作者想表達的想法
- 在1970年代，社會上普遍有一種迷思。那就是醫學是無所不能的。世界上的媒體和大眾認為器官移植不過是換個腦袋而已。並不考慮器官移植後的排斥反應，也不考慮腦部只是神經末梢膨大的終端細胞。(此稱為頭部專化。跟肝臟一類器官是不同的)。所以才有那麼多科幻小說以人腦移植為主題。
- 『創造』這個故事以科學家企圖改造他人思想為主題。當然主要是諷刺當時中共對知識份子的思想改造運動。

## 廣播劇
- 香港商業電台以粵語於1987年星期一至五，每日下午三時正首播《創造》廣播劇，合共7集。為商台衛斯理廣播劇系列第十六個故事。
  - 監製：金貴
  - 改編：圓方
  - 配音
    - 朱子聰 飾演 衛斯理
    - 錢佩卿 飾演 白素
    - 盧雄　 飾演 傑克上校
    - 陳森　 飾演 王亭
    - 楊廣培 飾演 潘仁聲
    - 翠碧　 飾演 王慧
    - 朱雪梅 飾演 陳醫生(俱樂部會員)
    - 陳永信 飾演 楊教授(俱樂部會員)
    - 吳忠泰 飾演 姚幫辦(警官)
    - 莫佩雯 飾演 小童
    - 甄錦華 飾演 幫辦
    - 金貴 飾演 俱樂部會員
    - 陳永信 飾演 劉律師
    - 甄惠儀 飾演 陸瑪莉
    - 馬淑逑 飾演 酒吧肥婦人